# Parque Patricios (metropolitana di Buenos Aires)
Parque Patricios è una stazione della linea H della metropolitana di Buenos Aires.
Si trova sotto all'intersezione di calle Patagones con calle Monteagudo, nel barrio di Parque Patricios.

## Storia
La stazione fu inaugurata il 4 ottobre 2011 e funzionò come capolinea provvisorio sino all'apertura due anni più tardi della fermata Hospitales. All'interno dell'infrastrutture si trovano una serie di opere realizzate da Marcello Mortaroti e Ricardo Carpani dedicate al musicista Tito Lusiardo.

## Interscambi
Nelle vicinanze della stazione effettuano fermata diverse linee di autobus urbani ed interurbani.
- Fermata autobus

## Servizi
La stazione dispone di:
- Accessibilità per portatori di handicap
- Ascensori
- Scale mobili
- Biglietteria a sportello
- Biglietteria automatica